# Fredric Malm
Fredric Malm, född den 22 februari 1811 i Göteborg, död där den 3 maj 1856, var en svensk grosshandlare. Han var son till Johan Niclas Malm.
Malm ledde från 1842 D. Carnegie & Co:s järn- och trävaruexport. Då denna del av firmans verksamhet avvecklades efter 1845, fortsatte han att på egen hand driva järn- och träexportaffärer. Malm blev en av de mest framstående i Göteborg på detta område. Malms son, kanslisekreteraren i finansdepartementet Hugo Theodor Malm (1842–1902), är känd som ungdomsvän till Pontus Wikner, från vilken 68 brev till honom finns i Uppsala universitetsbibliotek. Hugo Malms son var byråchefen Fredrik Malm.